# ルイス・クラーク
ルイス・クラーク（Louis Alfred "Pinky" Clarke、1901年11月23日 - 1977年2月24日）は、アメリカ合衆国の陸上競技選手である。彼は、1924年に開催されたパリオリンピックの4×100メートルリレー走で金メダルを獲得した。

## 経歴
ジョンズ・ホプキンス大学の学生だったクラークは、AAU主催のジュニア競技会220ヤード 走に優勝した後、翌年のIC4A（en:IC4A）主催競技会で100ヤード走で2位、220ヤード走で3位の成績となり、NCAAの100ヤード走で優勝した実績がある。1924年2月には、100ヤード走で当時の室内世界最高にあたる9秒8を記録している。同年のIC4A主催競技会では、100ヤード走と220ヤード走の両方で3位となった。
1924年のパリオリンピックでの4×100メートルリレー走は、スタッド・オランピック・イヴ＝ドゥ＝マノワールを会場に15の国から代表チームが出場して7月12日（予選）、7月13日（準決勝と決勝）の日程で実施された。クラークはフランク・ハッシー、アルフレッド・リコニー、ローレン・マーチソンとともに4×100メートルリレー走のアメリカ合衆国代表となり、第2走者を任された。アメリカ代表チームは予選、準決勝とも世界記録を更新しながら1位で勝ち進み、決勝を迎えた。決勝では、準決勝と同じ41秒0の当時の世界タイ記録で金メダル獲得を果たした。
1977年、ニューヨーク州フィッシュキルで死去した。その後1994年にジョンズ・ホプキンス大学の殿堂入りを果たしている。